# Paneuropski prometni koridor IX
Paneuropski prometni koridor IX je jedan od Paneuropskih prometnih koridora. Vodi od Helsinkija u Finskoj do Aleksandrupolisa u Grčkoj. Koridor ide pravcem: Helsinki (Finska) – Viborg (Rusija) – Sankt-Peterburg (Rusija) – Pskov (Rusija) – Gomelj (Bjelorusija) – Kijev (Ukrajina) – Ljubašivka (Ukrajina) – Kišinjev (Moldavija) – Bukurešt (Rumunjska) – Ruse – Veliko Trnovo – Kazanlak – Stara Zagora – Dimitrovgrad (Bugarska) – Haskovo – Charmanli – Svilengrad – Aleksandrupolis (Grčka). 

## Ogranci
- ogranak A: Sankt-Peterburg – Moskva (Rusija) – Kijev
- ogranak B: Ljubašivka – Rozdilna – Odesa (Ukrajina)
- ogranak C: Klaipėda (Litva) – Kaunas (Litva) – Vilnius (Litva) – Minsk (Bjelorusija) – Homiel – Kijev
- ogranak D: Kalinjingrad (Rusija) – Kaunas
- ogranak E: Dimitrovgrad – Omenio (Bugarska) – Aleksandrupolis

## Vanjske poveznice
- Paneuropski prometni koridori Hrvatska enciklopedija